# Josef Posipal

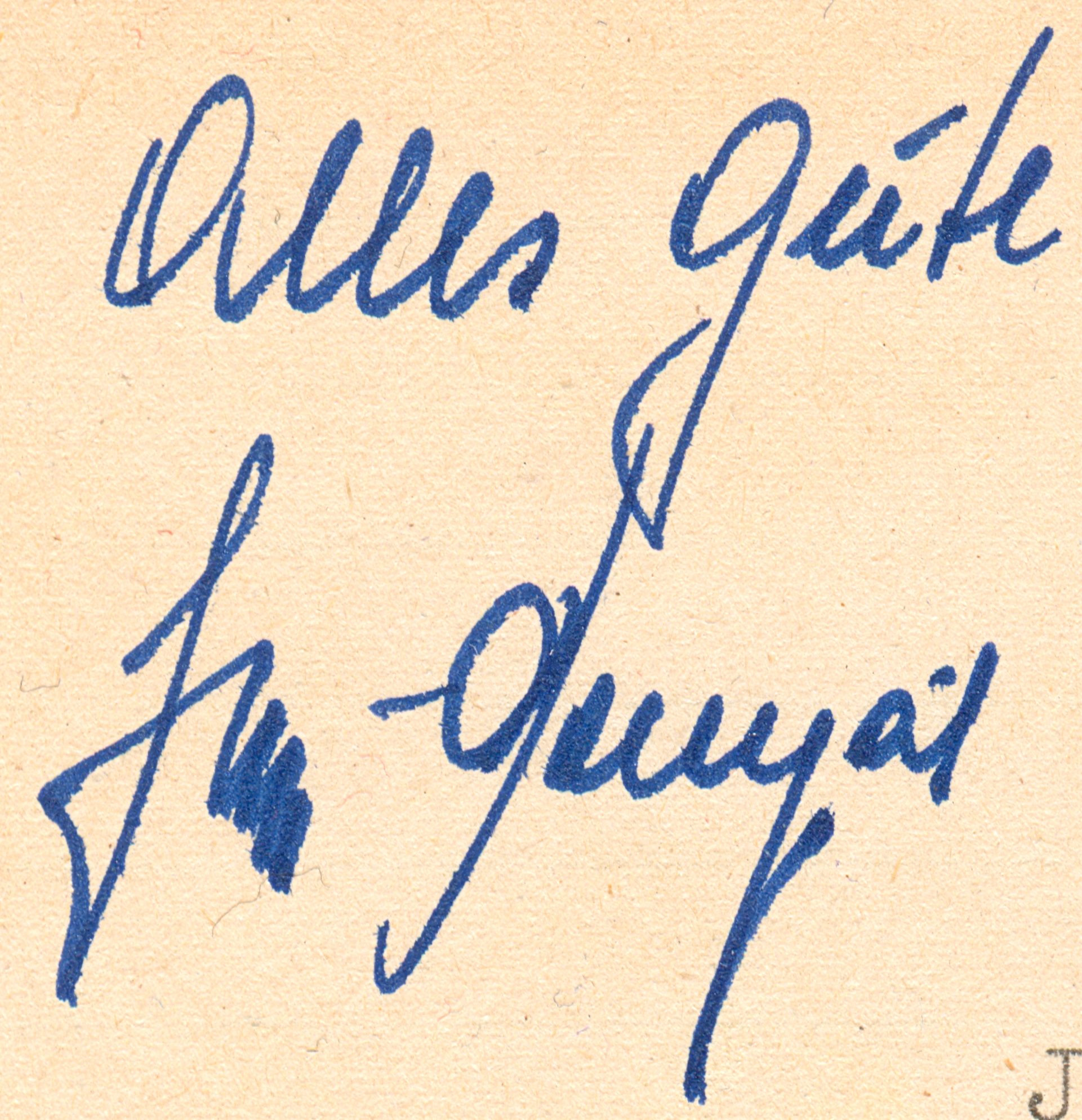
Autogramm von Josef Posipal

Josef „Jupp“ Posipal (* 20. Juni 1927 in Lugoj, Königreich Rumänien; † 21. Februar 1997 in Hamburg) war ein deutscher Fußballspieler. Er absolvierte von 1947 bis 1958 in der damals erstklassigen Fußball-Oberliga Nord für die Vereine Arminia Hannover (42-17) und Hamburger SV (250-13) insgesamt 292 Spiele, in denen er 30 Tore erzielte. Außerdem spielte er 1947 für den SV Linden 07 – einen Sportverein aus Hannover.
Posipal spielte im WM-System zumeist als Mittelläufer; nach seinem Einsatz 1953 in der Europaauswahl gegen England wurde er „der Kontinentstopper“ genannt; er gewann 1954 in der Schweiz mit der deutschen Fußballnationalmannschaft den Weltmeistertitel.

## Laufbahn

### Jugend
Sein Vater Peter Posipal wurde in Lugosch geboren und betrieb dort eine Bäckerei, seine Mutter Anna Maria (geborene Hillier) stammte aus Darova. Da sein Vater früh verstarb, wuchs er als Halbwaise auf und besuchte bis 1942 das örtliche deutsche Gymnasium. Allseitig an Sport interessiert war er Mitglied des Sportklubs Vulturii Lugosch und probierte sich im Winter in Ski- und Schlittschuhlaufen, Handball und Tischtennis aus, während er im Sommer der Schwimmerei und Leichtathletik nachging. Als junge „Volksdeutsche“ auf Wunsch der NS-Machthaber entweder zur Wehrmacht oder „Heim ins Reich“ mussten, verließ der 16-jährige Posipal seine Heimat und ging nach Deutschland. In Wülfel bei Hannover erlernte er in einer Rüstungsfabrik den Beruf eines Feinmechanikers; untergebracht war er in der Jugendherberge und in einem Lager.
In Hannover kam er intensiv mit dem Fußball in Kontakt und spielte zuerst in der Werksmannschaft, danach in der Vertriebenenelf „Weiße Adler“, ab 1943 beim Badenstedter Sportclub (BSC) und bis 1947 beim SV Linden 07.

### Oberliga Nord, 1947 bis 1958
Als der Zweite Weltkrieg beendet war, erreichte ihn ein Brief seiner Mutter aus der alten Heimat in Rumänien. Sie riet dem Sohn, unbedingt in Deutschland zu bleiben, weil die Rumäniendeutschen zur Zwangsarbeit in die Sowjetunion verschleppt wurden. Nach dem Krieg hatte Posipal unter dem Pseudonym Berwanger einige Male für Blau-Weiß Wölpinghausen im Schaumburger Land gespielt. Mit Linden 07 errang er 1946/47 in der Oberliga Niedersachsen (Gruppe Süd) ursprünglich den dritten Rang, damit wäre Linden für die ab der Saison 1947/48 startende Fußball-Oberliga Nord qualifiziert gewesen. Nach mehreren Protesten und Wiederholungsspielen wurde Linden durch Hannover 96 verdrängt und Posipal schloss sich dem zweiten Oberligastarter aus Hannover, SV Arminia, an.
Mit den „Blauen“ belegte er in der Saison 1947/48 in einer 12er-Staffel den sechsten Rang, wobei er in 20 Einsätzen zwölf Tore erzielte und der Stadtrivale Hannover 96 in das Amateurlager abstieg. Insgesamt absolvierte er zwischen 1947 und 1949 für Arminia 42 Oberligaspiele und erzielte 17 Tore. In der damaligen 12er-Staffel agierte er noch überwiegend im Angriff. Sein großer Förderer war Arminia-Trainer Georg Knöpfle, der ihn 1949 zum Hamburger SV mitnahm. Im Mai 1949 war Posipal neben Arminia-Mitspieler Fritz Apel in der Niedersachsenauswahl gegen das englische Profiteam von Rotherham United beim mit 5:1 Toren gewonnenen Spiel aufgelaufen.
Bei den „Rothosen“ absolvierte der Neuzugang aus Hannover auf Anhieb in der Saison 1949/50 alle 30 Ligaspiele. Das Team von Trainer Knöpfle gewann mit neun Punkten Vorsprung vor dem FC St. Pauli die Meisterschaft in der Oberliga Nord und Posipal gehörte sofort dem Kreis der Leistungsträger um Edmund Adamkiewicz, Heinz Spundflasche, Erich Ebeling, Heinz Trenkel, Herbert Wojtkowiak und Walter Warning an. Im letzten Rundenspiel wurde Vizemeister St. Pauli am 30. April 1950 vor 25.000 Zuschauern mit 6:0 Toren in die Schranken verwiesen. Unmittelbar danach folgte eine Amerikareise, von der die HSV-Delegation erst wieder am 26. Mai zurückkehrte. Zwei Tage später, am 28. Mai, gewann der HSV das erste Spiel in der Endrunde um die deutsche Meisterschaft mit 7:0 Toren gegen Union Oberschöneweide. Die anstrengenden Wochen in Übersee machten sich aber bei der 2:3-Niederlage am 4. Juni 1950 in Düsseldorf gegen Kickers Offenbach bemerkbar. Nach einer 2:0-Halbzeitführung des Nordmeisters setzten sich die Spieler um Horst Buhtz in der zweiten Halbzeit durch und für Posipal und seine Kollegen war die Endrunde beendet.
Die Verbindung Posipal und Hamburger SV wurde eine Erfolgsgeschichte, herausragend in der Oberliga Nord, wo der Mann aus dem Banat in neun Runden acht Meisterschaften feiern konnte. Aber auch die Finaleinzüge 1956 im DFB-Pokal und 1957 und 1958 in die Endspiele um die deutsche Fußballmeisterschaft waren Bestätigung der überregionalen Klasse für die „Elf mit der Raute“. Sein sportliches Können in Verbindung mit seiner ausgeprägten Gabe zur Integration machten ihn insbesondere bei der Einbindung der Nachwuchsspieler Horst Schnoor, Uwe Seeler, Klaus Stürmer, Jürgen Werner, Gerhard Krug und Uwe Reuter zu weit mehr als nur einem geachteten Könner auf dem Rasen.
Sein letztes Pflichtspiel für den Hamburger SV bestritt er am 18. Mai 1958 in Hannover gegen den FC Schalke 04 vor 80.000 Zuschauer im Niedersachsen-Stadion im Finale um die deutsche Meisterschaft. Die 0:3-Niederlage war schmerzlich, aber am 6. August 1958 nahm er gegen Spartak Prag vor seinen Hamburger Fans einen würdigen Abschied. Sein Verein ehrte ihn mit der höchsten Auszeichnung, dem „Goldenen Ehrenring“, und einem Ehrenvertrag. Danach wurde er Mannschaftsbetreuer und von Klaus Stürmer als „unser guter Geist in der Kabine“ beschrieben. Später war Posipal auch noch als Trainer bei Germania Schnelsen tätig.
Nach 250 Oberligaspielen (13 Tore), 38 Einsätzen in der Endrunde um die deutsche Meisterschaft (zwei Tore) und 16 Spielen im DFB-Pokal (zwei Tore) für den Hamburger SV beendete der „Kontinentstopper“ im Sommer 1958 seine Laufbahn.

### Nationalmannschaft, 1951 bis 1956
Von 1951 bis 1956 spielte Posipal 32-mal für Deutschland und erzielte dabei ein Tor. Spätestens nach seinem Einsatz im Repräsentativspiel am 2. Oktober 1949 in München in der Nordauswahl gegen Süddeutschland (2:2) und seiner Teilnahme am ersten Nachkriegslehrgang des DFB vom 14. bis 19. November im gleichen Jahr war er im Notizbuch von Sepp Herberger notiert. Am Startspiel der Nationalmannschaft nach dem Zweiten Weltkrieg am 22. November 1950 in Stuttgart gegen die Schweiz konnte er aber wegen fehlender Personalpapiere und ungeklärter Staatsangehörigkeit noch nicht teilnehmen. Der HSV-Akteur debütierte am 17. Juni 1951 im Freundschaftsspiel in Berlin gegen die Türkei in der Elf von Bundestrainer Herberger. Er spielte rechter Außenläufer und neben ihm kamen noch die weiteren Neulinge Hans Haferkamp, Werner Kohlmeyer, Werner Liebrich und Erich Schanko in der DFB-Elf bei der 1:2-Niederlage erstmals zum Einsatz. In seinem sechsten Länderspieleinsatz, am 4. Mai 1952 in Köln gegen Irland, brachte er mit einem Treffer in der 31. Minute die deutsche Mannschaft beim 3:0-Sieg mit 1:0 in Führung.
In allen vier Qualifikationsspielen zur Fußballweltmeisterschaft 1954 in der Schweiz gegen Norwegen und das Saarland stand er im deutschen Team; darunter auch am 22. November 1953 im heimischen Hamburg beim 5:1-Erfolg im Rückspiel gegen Norwegen. Einen Monat zuvor, am 21. Oktober 1953, wurde er zum 90-jährigen Bestehen der englischen Football Association als einziger Deutscher in die Europaauswahl berufen, die England im Wembley-Stadion vor 97.000 Zuschauern an den Rand seiner ersten Heimniederlage gegen eine Mannschaft vom Kontinent brachte. Nur aufgrund eines höchst zweifelhaften Elfmeters in der letzten Minute, den Posipal durch ein Foul an Stanley Mortensen verursacht haben soll, musste sich England gerade noch mit einem 4:4 begnügen. Indigniert meinte Posipal nach dem Spiel "Mortensen hat mich gefoult!" Er bildete dabei mit Zlatko Čajkovski und Ernst Ocwirk die Läuferreihe der Kontinentalauswahl. Einen Monat später sollte Ungarn an gleicher Stelle England mit 6:3 entzaubern.
Beim WM-Turnier bestritt er fünf Spiele. Erstmals beim souverän heraus gespielten 6:1-Erfolg im Halbfinale gegen Österreich agierte er dabei auf der rechten Verteidigerposition. Die gleiche Aufgabe versah er im Finale am 4. Juli in Bern, als die Mannschaft von Bundestrainer Herberger das Endspiel der Fußball-Weltmeisterschaft durch einen 3:2-Sieg über Ungarn gewinnen konnte.
In Hannover, dem Ausgangsort seiner fußballerischen Laufbahn in der Bundesrepublik, beendete Posipal am 15. September 1956 mit seinem 32. Länderspiel seine Nationalmannschaftskarriere. Mit Torhüter Fritz Herkenrath, dem Verteidigerpaar Karl Schmidt und Erich Juskowiak, sowie den zwei Außenläufern Horst Eckel und Herbert Erhardt bildete er bei der 1:2-Niederlage gegen die Sowjetunion – mit Lew Jaschin, Igor Netto, Walentin Iwanow, Eduard Strelzow – die deutsche Defensive. Der Bundestrainer versuchte zwar den Hamburger noch zum weiteren Verbleib im Nationalmannschaftskader anzustacheln, wie durch seinen Brief vom 24. September 1956 bei Leinemann dokumentiert, wo er schrieb: „Lassen Sie sich also sagen, lieber Jupp, dass ich nach wie vor an Sie glaube. Auch dann, wenn ihre Leistung einmal nicht gleich so überzeugend ist und den Glanz früherer Tage hat. Aber es wird wieder, lieber Jupp, und lassen Sie sich bei Gott in ihrem Glauben und in ihrer Zuversicht durch schlechte Kritiken nicht schwach machen. Jetzt gibt es nur eins: ein trotziges Erst-recht.“ Die berufliche Beanspruchung forderte aber ihren Tribut, der „Kontinent“-Stopper beendete auch beim Hamburger SV im Sommer 1958 seine Vereinskarriere.
Von 1950 bis zum WM-Finale 1954 in der Schweiz hatte der DFB 25 Länderspiele ausgetragen. In den ersten zwei Länderspielen nach dem Ende des Zweiten Weltkriegs fehlte Posipal infolge fehlender Personalpapiere, in 21 von 23 Länderspielen stand er für die Herberger-Elf auf dem Platz.

## Familie
Posipal war mit einer früheren HSV-Handballerin verheiratet und hatte zwei Kinder. Der frühere Teppichverkäufer arbeitete von 1955 bis 1993 als norddeutscher Generalvertreter eines Coburger Möbelunternehmens und lebte mit seiner Familie im Hamburger Stadtteil Lokstedt. Zwischen 1.500 und 2.000 Kilometer pro Woche hat er als selbständiger Handelsvertreter für die Möbelfirma mit dem Wagen im norddeutschen Raum bewältigt. Sowohl auf dem grünen Rasen als auch später im Berufsleben war Posipal Solidität und Zuverlässigkeit in Person. Nachdem er in Rente gegangen war, übernahm sein Sohn Peer Posipal (* 3. Juli 1962) seine vormalige berufliche Funktion. Der ehemalige Fußballprofi absolvierte in der Fußball-Bundesliga 30 Spiele (zwei Tore) für Eintracht Braunschweig. Enkel Patrick Posipal ist ebenfalls als Fußballspieler aktiv.

## Tod und Gedenken

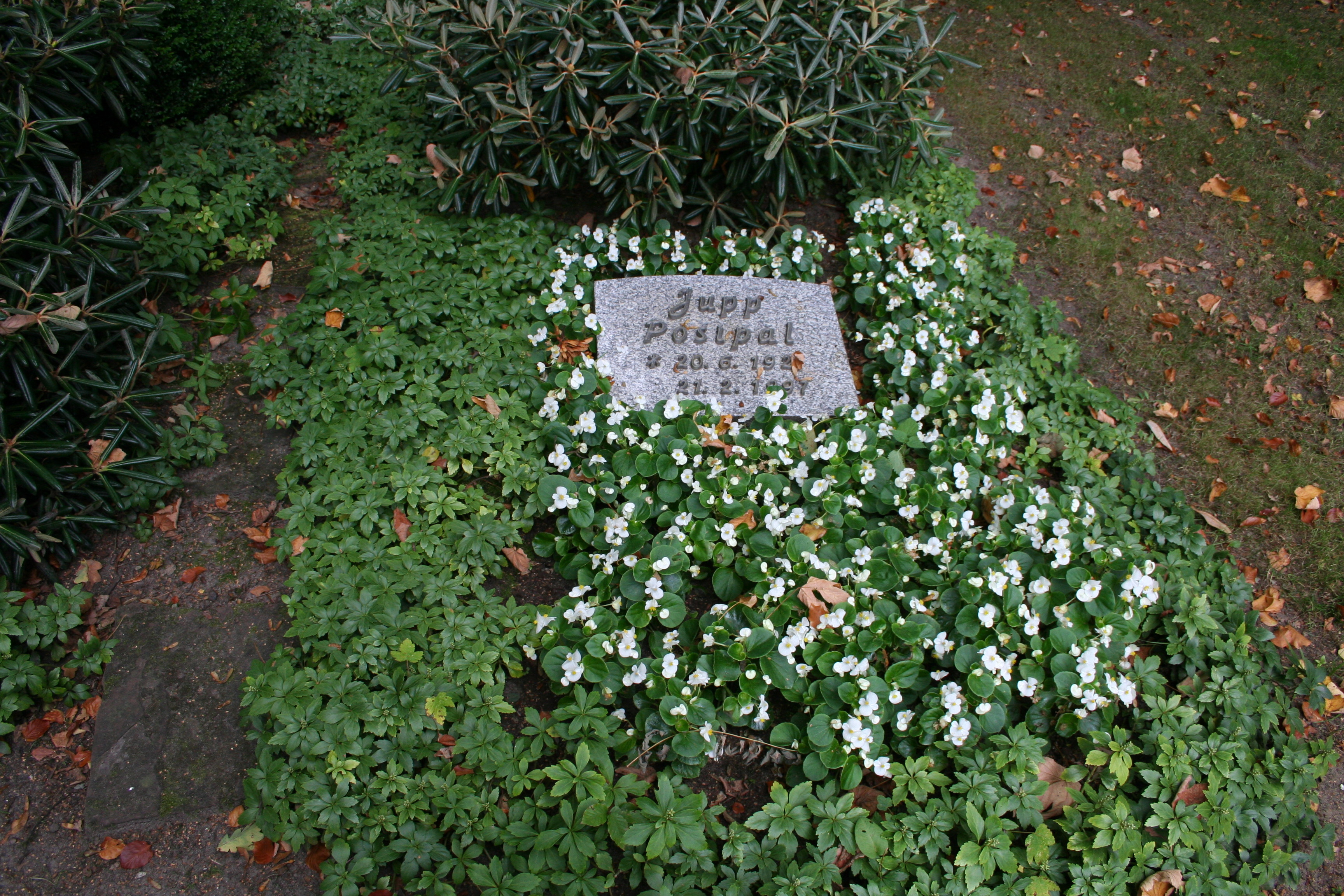
Grab von Josef Posipal

Posipal starb im Alter von 69 Jahren in Hamburg auf der Intensivstation des Universitätskrankenhauses Eppendorf bei einer Routineuntersuchung an Herzversagen. Er wurde auf dem Alten Niendorfer Friedhof in Hamburg bestattet. Am 18. Juni 2006 wurde ihm zu Ehren ein Gedenkstein im Wölpinghausener Ortsteil Wiedenbrügge enthüllt.
„Er war einmalig und herzensgut“, würdigte Uwe Seeler den verstorbenen Weltmeister, „ein Vorbild an Fairness und menschlichen Qualitäten über das Spiel hinaus.“ Harry Bähre fand folgende Worte: „Ein toller Mensch und ein echtes Vorbild, unglaublich bescheiden und zurückhaltend. Für uns Jüngere war er ein väterlicher Freund.“

## Erfolge
- Acht Meisterschaftserfolge in der Oberliga Nord mit dem Hamburger SV.
- DFB-Pokalfinale 1956.
- Finale um die deutsche Meisterschaft 1957 und 1958.
- 32 Länderspiele von 1951 bis 1956.
- Europaauswahl 1953.
- Weltmeister 1954.

## Ehrungen
- 1954: Silberlorbeer; Silberne Ehrenplakette der Stadt München; Silberne Senatsplakette der Stadt Hamburg[12]
- 1955: Goldene Ehrennadel des DFB
- 1955: Einstufung als Weltklasse in der Rangliste des deutschen Fußballs
- 1958: Goldener Ehrenring des Hamburger SV.[13]